# Gnypeta caerulea
Gnypeta caerulea es una especie de escarabajo del género Gnypeta, tribu Oxypodini, familia Staphylinidae. Fue descrita científicamente por C. R. Sahlberg en 1831.
Se distribuye por Suecia, Noruega, Finlandia, Rusia, Reino Unido, Italia, Austria, Estonia y Estados Unidos. La especie se mantiene activa durante los meses de enero, febrero, abril, mayo, junio, julio, agosto, septiembre, octubre y diciembre.